# Programa marco para la competitividad y la innovación
El Programa marco para la competitividad y la innovación (CIP) es un programa de la Unión Europea dirigido a las pequeñas y medianas empresas (PYME) fomentando la implantación y uso de las tecnologías de la información y la comunicación (TIC) y el desarrollo de la sociedad de la información. Apoya las actividades innovadoras facilitando su financiación y servicios de apoyo a las empresas.
El Programa CIP se ha desarrollado de 2007 a 2013 con un presupuesto total de 3.621 millones de euros. Entre sus fines, ha promovido el uso de las energías renovables y la eficiencia energética, contando con tres programas operativos:
- Programa para la iniciativa empresarial y la innovación
- Programa de apoyo a la política de tecnologías de la información y la comunicación
- Programa «Energía Inteligente - Europa»

## Proyectos CIP
Proyecto ECO